# 이탈리아계 캐나다인

이탈리아계 캐나다인의 주/준주별 인구 비율

이탈리아계 캐나다인(프랑스어: Italo-Canadiens; 이탈리아어: italocanadesi)은 캐나다에서 태어난 시민으로서 전체 또는 부분적으로 이탈리아 혈통을 가진 사람, 이탈리아 디아스포라의 일환으로 캐나다로 이주한 이탈리아인의 후손, 또는 캐나다에 거주하는 이탈리아 태생 사람들을 말한다. 2021년 캐나다 인구 조사에 따르면, 1,546,390명의 캐나다인 (전체 인구의 4.3%)이 전체 또는 부분적으로 이탈리아 혈통을 가지고 있다고 응답했다. 이들은 유럽계 캐나다인의 하위 그룹인 남유럽계 캐나다인의 하위 그룹을 구성한다. 인구 조사는 캐나다 시민 (출생 및 귀화를 통한 시민), 영주권자 및 비영구 거주자와 그 가족을 포함하여 캐나다에 거주하는 전체 캐나다 인구를 집계한다. 주로 캐나다 중부의 도시 산업 대도시 지역에 거주하는 이탈리아계 캐나다인은 프랑스계, 잉글랜드계, 아일랜드계, 스코틀랜드계, 독일계, 중국계에 이어 캐나다에서 7번째로 큰 자칭 민족 집단이다.
캐나다로의 이탈리아 이민은 19세기 중반부터 시작되었다. 20세기 초, 주로 이탈리아 남부의 농촌 지역에서 캐나다로의 이탈리아 이민이 상당수 유입되기 시작했으며, 이민자들은 주로 토론토와 몬트리올에 정착했다. 제1차 세계 대전 이후의 전간기 동안, 1920년대의 새로운 이민법은 이탈리아 이민을 제한했다. 제2차 세계 대전 중, 약 600에서 700명의 이탈리아계 캐나다 남성들이 1940년에서 1943년 사이에 잠재적으로 위험한 적성 외국인으로 지목되어 수용되었으며, 이들은 파시스트와의 연관성을 주장받았다.
제2차 세계 대전 이후 두 번째 이민 물결이 발생했으며, 1950년대 초부터 1960년대 중반까지 매년 약 2만에서 3만 명의 이탈리아인이 캐나다로 이민을 왔고, 이들 남성 중 상당수는 정착 후 건설 산업에서 일했다. 핼리팩스 (노바스코샤주)의 Pier 21은 1928년부터 1971년까지 이탈리아 이민에 중요한 항구였으며, 이 기간 동안 471,940명의 개인이 이탈리아에서 캐나다로 왔고, 이는 해당 기간 동안 캐나다로 이민 온 세 번째로 큰 민족 집단이었다. 1960년대 후반, 이탈리아 경제는 성장과 회복기를 겪으며 이민의 주요 동기 중 하나가 사라졌다. 이탈리아계 캐나다인 가족 단위의 중요성은 새로운 사회경제적 현실에 적응하는 데 중요한 역할을 했다. 2010년, 온타리오 주 정부는 6월을 이탈리아 유산의 달로 선포했으며, 2017년 캐나다 정부도 6월을 캐나다 전역의 이탈리아 유산의 달로 선언했다.

## 역사

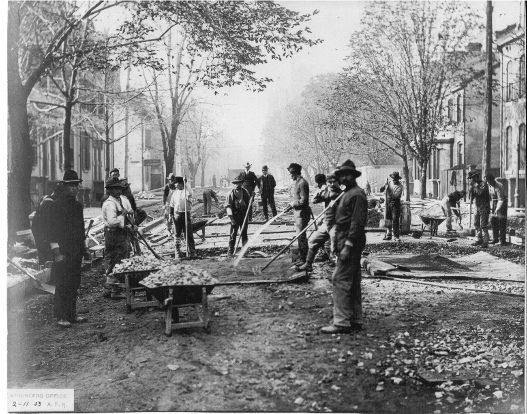
1903년 토론토의 킹 스트리트에 코블스톤을 놓는 이탈리아 이민자들

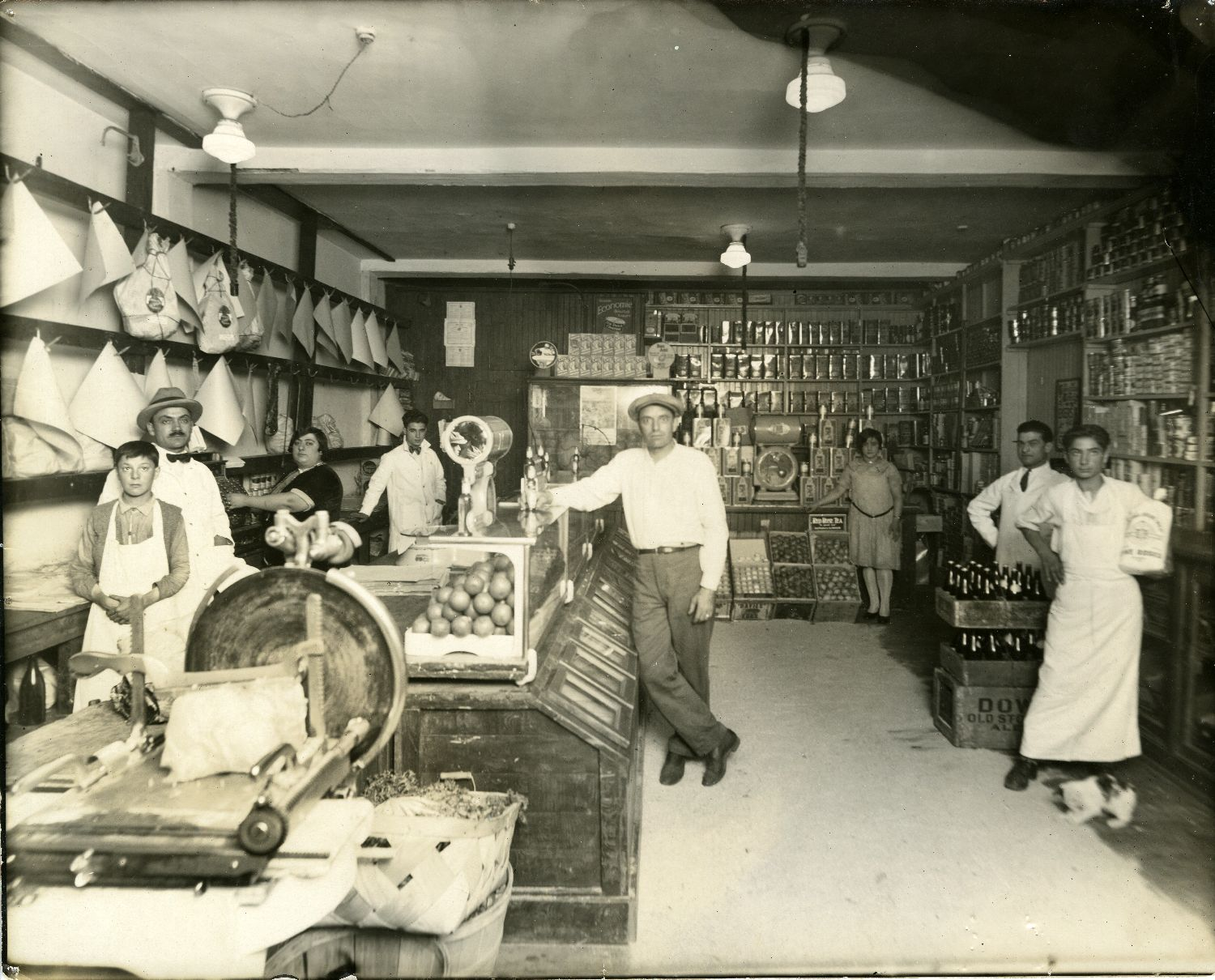
1910년 몬트리올 리틀 이털리에 있는 이탈리아 가족 소유의 식료품점

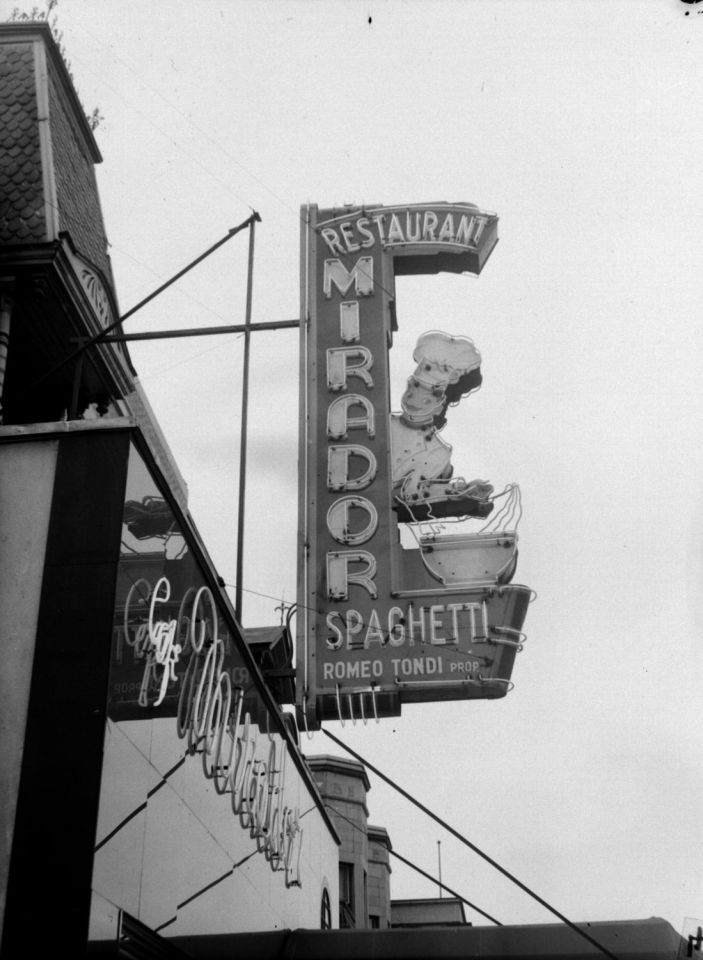
1948년 이탈리아 이민자가 소유한 몬트리올 레스토랑 미라돌의 간판

북미 해안을 탐험한 최초의 탐험가는 1497년 뉴펀들랜드 래브라도주의 보나비스타 곶에 상륙한 베네치아의 존 캐벗 (조반니 카보토)이었다. 그의 캐나다와 다른 아메리카 지역으로의 항해는 그의 아들 세바스찬 캐벗 (세바스티아노 카보토)과 조반니 다 베라차노에 의해 이어졌다. 리소르지멘토 직후, 이 젊은 국가는 대규모 이민 현상을 겪었다. 그때까지는 주로 유럽이 이민 목적지였지만, 19세기 후반부터는 이탈리아인들의 전형적인 목적지가 된 대서양 횡단 이민이 아메리카로 향하기 시작했다. 인구를 집계한 최초의 캐나다 인구 조사는 1871년까지 이루어지지 않았다. 이때 캐나다에는 이탈리아 출신이 1,035명에 불과했다. 많은 이탈리아인들이 종종 "용병"과 "문인"으로 수입되어 캐나디안 퍼시픽 철도 건설에 노무자로 일했다. 1904년에는 8,576명의 캐나디안 퍼시픽 철도 계절 노동자 중 3,144명이 이탈리아 남성이었다. 이탈리아계 캐나다 이민자 기념 협회의 관리자인 루시 디 피에트로(Lucy di Pietro)는 그 당시 이탈리아 노동자들이 "일시적인 거주자로 여겨졌고, 스테레오타입에 따라 폭력적이고 범죄적인 성향을 가진 열혈한 사람들로 판단되었다"고 설명했다. 이탈리아인들은 "바람직하지 않은" 이민자로 간주되었으며, 이는 1869년 캐나다 최초의 이민법에 명시되었다. 이 법은 문화적 친화성이나 노동 근면성 관련 고정관념 때문에 특정 외국인 범주를 더 "바람직하다"고 규정하여 영국이나 북유럽 국가 출신 노동자들을 선호했다. 이탈리아인들은 일반적으로 항해사(navigator)의 줄임말인 navvies라는 별명으로 불렸는데, 이는 영국에서 노동자들을 지칭하기 위해 만들어진 용어로 1830년부터 불편한 조건에서 터널이나 철도 건설에 종사하는 사람들에게 경멸적인 의미로 적용되었다.
이탈리아 이민의 상당한 유입은 20세기 초 1900년에서 1913년 사이에 6만 명 이상의 이탈리아인이 캐나다로 이주하면서 시작되었다. 이들은 주로 이탈리아 남부와 북동부의 농업 지역 (베네토주와 프리울리) 출신 농민들이었다. 1905년, 몬트리올로의 이탈리아 노동자 이민 및 고용 기관의 사기 행위에 대한 조사를 위해 왕립 위원회가 설립되어 캐나다 고용주를 위해 이탈리아 노동자를 모집하는 파드로니(padroni), 즉 노동 중개인들이 사용하는 기만적인 전술을 조사했다. 그러나 이 숫자는 1880년에서 1920년 사이에 약 4백만 명의 이탈리아인이 이민 온 미국과 비교하면 미미했다. 이탈리아계 캐나다인들은 주로 토론토와 몬트리올로 이민을 갔다. 토론토에서는 이탈리아인 인구가 1911년 4,900명에서 1921년 9,000명으로 증가하여 토론토 인구의 거의 2%를 차지했다. 토론토의 이탈리아인과 몬트리올의 이탈리아인은 곧 민족 거주지를 형성했으며, 특히 토론토의 리틀 이털리와 몬트리올의 리틀 이털리가 그러했다. 소규모 공동체는 밴쿠버, 해밀턴, 나이아가라폴스, 궬프, 윈저, 선더베이, 수세인트마리, 오타와 및 셔브룩에서도 생겨났다. 또한 많은 이들이 브리티시컬럼비아주 (트레일에 있는 광산 공동체에도 정착했다. 앨버타주 (크로스네스트 패스에 있는 광산 공동체에도 정착했다. 케이프브레턴섬 (인버네스에 있는 광산 공동체에도 정착했다. 그리고 온타리오 북부 (수세인트마리 및 포트 윌리엄)에 있는 광산 공동체에도 정착했다.
이러한 이민은 제1차 세계 대전 이후, 1920년대의 새로운 이민법, 그리고 대공황으로 인해 크게 중단되었다. 약 4만 명의 이탈리아인이 전간기 동안 캐나다로 이주했으며, 주로 경제 불황과 인구 과잉으로 많은 가정이 빈곤에 처했던 이탈리아 남부 출신이었다. 제2차 세계 대전 동안, 이탈리아계 캐나다인들은 의심의 눈초리를 받았고 많은 차별에 직면했다. 전시조치법의 일환으로, 3만 1천 명의 이탈리아계 캐나다인들이 파시스트와의 연관성을 주장하는 "적성 외국인"으로 분류되었고, 1940년에서 1943년 사이에 약 600에서 700명의 이탈리아계 캐나다 남성들이 체포되어 Camp Petawawa와 같은 억류 캠프로 보내졌는데, 이는 이탈리아계 캐나다인 수용 시기였다. 많은 이탈리아계 캐나다인들이 처음에는 이탈리아의 세계 무대 존재감을 강화하는 데 베니토 무솔리니의 역할 때문에 파시즘과 베니토 무솔리니의 정권을 지지했지만, 캐나다에 있는 대부분의 이탈리아인들은 캐나다에 대해 어떤 악의도 품지 않았고 소수만이 파시스트 이데올로기의 충실한 추종자로 남아 있었다. 1990년, 전 총리 브라이언 멀로니는 이탈리아계 캐나다인 전국 대회의 토론토 회의에서 이탈리아계 캐나다인의 전시 억류에 대해 사과했다. 2009년 5월, 마시모 파체티는 "제2차 세계 대전 중 '적성 외국인' 지정 및 억류를 통해 이탈리아계에게 가해진 불의를 인정하고, 원상회복을 제공하며 이탈리아계 캐나다 역사 교육을 증진하기 위한 법률[250만 달러 상당]"인 법안 C-302를 발의했으며, 이는 2010년 4월 28일 캐나다 하원에서 통과되었다. 캐나다 포스트는 또한 이탈리아계 캐나다 시민의 억류를 기념하는 기념 우표를 발행할 예정이었다. 그러나 법안 C-302는 법이 되기 위한 필요한 단계를 통과하지 못했다. 2021년, 쥐스탱 트뤼도 총리는 캐나다 하원에서 이탈리아계 캐나다인의 전시 억류에 대해 공식적으로 사과했다.
제2차 세계 대전 이후 두 번째 물결이 일어났는데, 특히 이탈리아 남부 지역인 라치오주, 아브루초주, 몰리세주, 풀리아주, 캄파니아주, 칼라브리아주, 그리고 시칠리아주 출신 이탈리아인들이 전쟁으로 피폐해진 나라를 떠나 젊고 성장하는 나라에서 기회를 찾았다. 소수의 이스트리아 이탈리아인과 달마티아 이탈리아인도 이스트리아-달마티아 대탈출 시기에 캐나다로 이민을 왔는데, 이들은 1947년 이탈리아 평화 조약 이후 유고슬라비아에 편입되어 이탈리아가 상실한 고향을 떠났다. 1950년대 초부터 1960년대 중반까지 매년 약 2만에서 3만 명의 이탈리아인이 캐나다로 이민을 왔으며, 이는 같은 기간 미국으로 이민 온 사람들보다 많은 수치였다. 1946년부터 1967년 사이에 이탈리아 이민자의 90% 이상이 캐나다에 거주하는 친척의 후원을 받아 캐나다에 입국하는 후원 제도를 활용했으며, 이 친척들은 정착 기간 동안 그들에 대한 재정적 책임을 졌다. 1948년, 캐나다와 이탈리아 간의 관계는 로마에 캐나다 대사관과 이민 사무소를 개설함으로써 공식화되었다. 1960년대 후반, 이탈리아 경제는 성장과 회복기를 겪으며 이민의 주요 동기 중 하나가 사라졌다. 1967년, 후원 제도가 제한되었고, 대신 노동 시장 고려 사항에 따라 이민자 선발이 이루어졌으며, 이탈리아 이민 유입도 감소했다. 제2차 세계 대전 이후 캐나다로 이민 온 이탈리아인의 90%가 캐나다에 남았으며, 그로부터 수십 년 후에도 이 공동체는 여전히 이탈리아어에 능통했다. 2001년 이후 캐나다에서 이탈리아어 사용은 전반적으로 감소했다.
핼리팩스 (노바스코샤주)의 Pier 21은 1928년부터 1971년까지 이탈리아 이민에 중요한 항구였으며, 이 기간 동안 471,940명의 개인이 이탈리아에서 캐나다로 왔고, 이는 해당 기간 동안 캐나다로 이민 온 세 번째로 큰 민족 집단이었다.
이탈리아 이민자들을 끌어들였던 대도시 지역의 급속한 성장은 건설 작업에 대한 강한 수요를 창출했으며, 1960년대에는 15,000명 이상의 이탈리아 남성들이 토론토 건설 산업에서 일했는데, 이는 당시 도시 전체 건설 노동자의 3분의 1을 차지했다. 다른 이들은 이발소, 식료품점, 빵집과 같은 소규모 사업을 시작하여 이탈리아 민족 거주지를 형성했다. 직업을 가진 이탈리아 여성들은 종종 의류 및 의복 산업에서 일했다. 이탈리아계 캐나다인의 가족 단위의 중요성은 새로운 사회경제적 현실에 적응하는 데 중심적인 역할을 했다. 1960년대 중반 몬트리올에서 실시된 연구에 따르면, 캐나다에서 태어난 이탈리아인 중 3분의 2는 가장 가까운 친척이 같은 건물이나 도보 5분 거리에 살았으며, 조사 대상의 절반 이상이 특정 지역에 집을 산 이유가 친숙하고 친척 및 다른 이탈리아계 캐나다인들이 근처에 살았기 때문이라고 답했다. 제2차 세계 대전 이후 이민 온 이탈리아인의 75%는 저소득 직업에 종사했지만, 1980년대 중반에는 이민자의 자녀들이 전국 평균과 비슷한 수준의 고등 교육을 달성했다. 1980년대에는 이탈리아계 캐나다인의 86%가 주택을 소유했으며, 이는 전체 인구의 70%와 비교된다.
캐나다는 다양한 민족 집단의 정체성을 강화하는 다문화 정책을 시작했다. 이 중에서 이탈리아 민족은 여러 요인으로 인해 강한 사회문화적 변화를 겪었다. 파시즘 시대로 인한 불신이 사라지면서 이탈리아인들은 생활 조건을 개선할 수 있었고, 젊은 이탈리아계 캐나다인들의 사회적 이동성이 증가했다. 더 잘 교육받은 2세대는 부모가 전통적으로 수행하던 육체노동을 버리고 높은 교육 수준이 필요한 직업을 선호하기 시작했다. 이 젊은이들 중 다수는 영어를 제1언어로 사용하기 시작했고, "캐나다에 거주하는 이탈리아 시민" 또는 "이탈리아 출신 인구"라는 범주와는 다른 자신들만의 독특한 이탈리아계 캐나다인 정체성을 구축하는 과정에서 부모의 관습에서 벗어났다. 그리하여 두 문화의 융합에서 비롯되어 다른 것으로 진화하고 고유한 방식으로 발전하는 새로운 정체성 프로파일이 탄생했다.
2010년, 온타리오주 정부는 6월을 이탈리아 유산의 달로 선포하는 법안 103을 재가했다. 2017년 5월 17일, 캐나다 유산부 장관 멜라니 졸리는 캐나다 전역에서 6월을 이탈리아 유산의 달로 인정하는 만장일치 동의안 64호를 하원에서 통과시켰다. 이는 이탈리아를 제외한 지역에서 가장 큰 이탈리아 공동체 중 하나인 캐나다 이탈리아 공동체를 인정하고 축하하며 인식을 높이는 시기이다.
2019년, 캐나다는 11번째로 많은 이탈리아 이민자를 받았으며, 비유럽 국가 중에서는 브라질, 미국, 호주 다음으로 4번째로 많았다. 과거에 비해 이민자들의 기술이 변화했으며, 오늘날에는 많은 연구원, 숙련공, 기업가들이 있다. 2018년에는 해외로 이주한 이탈리아 시민의 절반 이상(53%)이 중상위 교육 자격을 보유했다: 고등학교 졸업자 33,000명, 대학 졸업자 29,000명. 캐나다에서는 정보통신기술 분야와 같이 해당 지역에 부족한 분야에서 고도로 숙련된 인력이 수요가 많다.

## 인구 통계

### 민족
2021년 인구 조사에 따르면, 1,546,390명의 캐나다 거주자들이 이탈리아인 혈통을 가지고 있다고 응답했으며, 이는 캐나다 인구의 4.3%를 차지한다. 이는 2016년 인구 조사 당시 1,587,970명에서 2.6% 감소한 수치이다. 1,587,970명 중 671,510명은 단일 민족 출신 응답이었고, 나머지 874,880명은 다중 민족 출신 응답이었다. 대다수는 온타리오주에 거주하며, 90만 명 이상 (인구의 7%)이 살고, 퀘벡주에는 30만 명 이상 (인구의 4%)이 거주하여, 전체 인구의 거의 80%를 차지한다.
| 연도 | 인구 (단일 및 다중 민족 출신 응답) | 총 민족 인구 대비 % | 인구 (단일 민족 출신 응답) | 인구 (다중 민족 출신 응답) | 총 % 변화 |
| ---- | ---------------------------------- | ------------------- | -------------------------- | -------------------------- | --------- |
| 1871 | 1,035                              | 0.03%               | N/A                        | N/A                        | N/A       |
| 1881 | 1,849                              | 0.04%               | N/A                        | N/A                        | +78.6%    |
| 1901 | 10,834                             | 0.2%                | N/A                        | N/A                        | +485.9%   |
| 1911 | 45,411                             | 0.6%                | N/A                        | N/A                        | +319.2%   |
| 1921 | 66,769                             | 0.8%                | N/A                        | N/A                        | +47.0%    |
| 1931 | 98,173                             | 0.9%                | N/A                        | N/A                        | +47.0%    |
| 1941 | 112,625                            | 1.0%                | N/A                        | N/A                        | +14.7%    |
| 1951 | 152,245                            | 1.1%                | N/A                        | N/A                        | +35.2%    |
| 1961 | 459,351                            | 2.5%                | N/A                        | N/A                        | +201.7%   |
| 1971 | 730,820                            | 3.4%                | N/A                        | N/A                        | +59.1%    |
| 1981 | 747,970                            | 3.1%                | N/A                        | N/A                        | +2.3%     |
| 1991 | 1,147,780                          | 4.1%                | 750,055                    | 397,725                    | +53.5%    |
| 1996 | 1,207,475                          | 4.2%                | 729,455                    | 478,025                    | +5.2%     |
| 2001 | 1,270,370                          | 4.3%                | 726,275                    | 544,090                    | +5.2%     |
| 2006 | 1,445,335                          | 4.6%                | 741,045                    | 704,285                    | +13.8%    |
| 2011 | 1,488,425                          | 4.5%                | 700,845                    | 787,580                    | +3.0%     |
| 2016 | 1,587,970                          | 4.6%                | 695,420                    | 892,550                    | +6.7%     |
| 2021 | 1,546,390                          | 4.3%                | 671,510                    | 874,880                    | −2.6%     |

| 주/준주                  | 인구 (1991) | 총 민족 인구 대비 % (1991) | 인구 (1996) | 총 민족 인구 대비 % (1996) | 인구 (2001) | 총 민족 인구 대비 % (2001) | 인구 (2006) | 총 민족 인구 대비 % (2006) |
| ------------------------ | ----------- | -------------------------- | ----------- | -------------------------- | ----------- | -------------------------- | ----------- | -------------------------- |
| 온타리오주               | 701,430     | 7.0%                       | 743,425     | 7.0%                       | 781,345     | 6.9%                       | 867,980     | 7.2%                       |
| 퀘벡주                   | 226,645     | 3.3%                       | 244,740     | 3.5%                       | 249,205     | 3.5%                       | 299,655     | 4.0%                       |
| 브리티시컬럼비아주       | 111,990     | 3.4%                       | 117,895     | 3.2%                       | 126,420     | 3.3%                       | 143,160     | 3.5%                       |
| 앨버타주                 | 61,245      | 2.4%                       | 58,140      | 2.2%                       | 67,655      | 2.3%                       | 82,015      | 2.5%                       |
| 매니토바주               | 17,900      | 1.6%                       | 17,205      | 1.6%                       | 18,550      | 1.7%                       | 21,405      | 1.9%                       |
| 노바스코샤주             | 11,915      | 1.3%                       | 11,200      | 1.2%                       | 11,240      | 1.3%                       | 13,505      | 1.5%                       |
| 서스캐처원주             | 8,290       | 0.8%                       | 7,145       | 0.7%                       | 7,565       | 0.8%                       | 7,970       | 0.8%                       |
| 뉴브런즈윅주             | 4,995       | 0.7%                       | 4,645       | 0.6%                       | 5,610       | 0.8%                       | 5,900       | 0.8%                       |
| 뉴펀들랜드 래브라도주    | 1,740       | 0.3%                       | 1,505       | 0.3%                       | 1,180       | 0.2%                       | 1,375       | 0.3%                       |
| 프린스에드워드아일랜드주 | 665         | 0.5%                       | 515         | 0.4%                       | 605         | 0.4%                       | 1,005       | 0.7%                       |
| 유콘 준주                | 440         | 1.6%                       | 545         | 1.8%                       | 500         | 1.8%                       | 620         | 2.0%                       |
| 노스웨스트 준주          | 510         | 0.9%                       | 525         | 0.8%                       | 400         | 1.1%                       | 610         | 1.5%                       |
| 누나부트 준주            | N/A         | N/A                        | N/A         | N/A                        | 95          | 0.4%                       | 125         | 0.4%                       |

| 주/준주                  | 인구 (2011) | 총 민족 인구 대비 % (2011) | 인구 (2016) | 총 민족 인구 대비 % (2016) | 인구 (2021) | 총 민족 인구 대비 % (2021) |
| ------------------------ | ----------- | -------------------------- | ----------- | -------------------------- | ----------- | -------------------------- |
| 온타리오주               | 883,990     | 7.0%                       | 931,805     | 7.0%                       | 905,105     | 6.5%                       |
| 퀘벡주                   | 307,810     | 4.0%                       | 326,700     | 4.1%                       | 316,320     | 3.8%                       |
| 브리티시컬럼비아주       | 150,660     | 3.5%                       | 166,090     | 3.6%                       | 162,485     | 3.3%                       |
| 앨버타주                 | 88,705      | 2.5%                       | 101,260     | 2.5%                       | 98,730      | 2.4%                       |
| 매니토바주               | 21,960      | 1.9%                       | 23,205      | 1.9%                       | 22,835      | 1.8%                       |
| 노바스코샤주             | 14,305      | 1.6%                       | 15,625      | 1.7%                       | 16,575      | 1.7%                       |
| 서스캐처원주             | 9,530       | 1.0%                       | 11,310      | 1.1%                       | 10,830      | 1.0%                       |
| 뉴브런즈윅주             | 7,195       | 1.0%                       | 7,460       | 1.0%                       | 8,250       | 1.1%                       |
| 뉴펀들랜드 래브라도주    | 1,825       | 0.4%                       | 1,710       | 0.3%                       | 2,290       | 0.5%                       |
| 프린스에드워드아일랜드주 | 955         | 0.7%                       | 1,200       | 0.9%                       | 1,655       | 1.1%                       |
| 유콘 준주                | 725         | 2.2%                       | 915         | 2.6%                       | 710         | 1.8%                       |
| 노스웨스트 준주          | 545         | 1.3%                       | 505         | 1.2%                       | 445         | 1.1%                       |
| 누나부트 준주            | 215         | 0.7%                       | 175         | 0.5%                       | 160         | 0.4%                       |

| 대도시권                    | 인구 (1991) | 총 민족 인구 대비 % (1991) | 인구 (1996) | 총 민족 인구 대비 % (1996) | 인구 (2001) | 총 민족 인구 대비 % (2001) | 인구 (2006) | 총 민족 인구 대비 % (2006) |
| --------------------------- | ----------- | -------------------------- | ----------- | -------------------------- | ----------- | -------------------------- | ----------- | -------------------------- |
| 토론토 CMA                  | 387,655     | 10.1%                      | 414,310     | 9.8%                       | 429,380     | 9.2%                       | 466,155     | 9.2%                       |
| 몬트리올 CMA                | 163,830     | 9.2%                       | 220,935     | 6.7%                       | 224,460     | 6.6%                       | 260,345     | 7.3%                       |
| 밴쿠버 광역권               | 58,465      | 3.8%                       | 64,285      | 3.5%                       | 69,000      | 3.5%                       | 76,345      | 3.6%                       |
| 해밀턴 CMA                  | 51,320      | 11.4%                      | 62,035      | 10.0%                      | 67,685      | 10.3%                      | 72,440      | 10.6%                      |
| 나이아가라 지방자치구       | 43,040      | 10.9%                      | 44,515      | 11.0%                      | 44,645      | 12.0%                      | 48,850      | 12.7%                      |
| 내셔널 캐피탈 리전 (캐나다) | 30,265      | 4.5%                       | 34,350      | 3.4%                       | 37,435      | 3.6%                       | 45,005      | 4.0%                       |
| 캘거리 광역권               | 22,810      | 3.2%                       | 23,885      | 2.9%                       | 29,120      | 3.1%                       | 33,645      | 3.1%                       |
| 윈저                        | 20,320      | 10.6%                      | 29,270      | 10.6%                      | 30,680      | 10.1%                      | 33,725      | 10.5%                      |
| 에드먼턴 광역권             | 17,780      | 2.9%                       | 20,020      | 2.3%                       | 22,385      | 2.4%                       | 28,805      | 2.8%                       |
| 위니펙 광역권               | 14,460      | 2.3%                       | 15,245      | 2.3%                       | 16,105      | 2.4%                       | 18,580      | 2.7%                       |
| 수세인트마리                | 16,930      | 20.8%                      | 16,480      | 20.0%                      | 16,315      | 21.0%                      | 17,720      | 22.4%                      |
| 선더베이                    | 14,265      | 12.5%                      | 15,095      | 12.1%                      | 15,395      | 12.8%                      | 17,290      | 14.3%                      |
| 런던                        | 13,455      | 4.4%                       | 15,570      | 4.0%                       | 17,290      | 4.1%                       | 20,380      | 4.5%                       |
| 서드베리                    | 12,210      | 7.6%                       | 11,990      | 7.5%                       | 12,030      | 7.8%                       | 13,415      | 8.6%                       |
| 오샤와 CMA                  | N/A         | N/A                        | 11,675      | 4.4%                       | 13,990      | 4.8%                       | 18,225      | 5.6%                       |
| 궬프                        | N/A         | N/A                        | N/A         | N/A                        | 11,135      | 9.6%                       | 12,110      | 9.6%                       |
| 키치너-캠브리지-워털루      | N/A         | N/A                        | 10,240      | 2.5%                       | 11,365      | 2.8%                       | 13,675      | 3.1%                       |
| 배리                        | N/A         | N/A                        | N/A         | N/A                        | N/A         | N/A                        | 10,330      | 5.9%                       |

| 대도시권                    | 인구 (2011) | 총 민족 인구 대비 % (2011) | 인구 (2016) | 총 민족 인구 대비 % (2016) | 인구 (2021) | 총 민족 인구 대비 % (2021) |
| --------------------------- | ----------- | -------------------------- | ----------- | -------------------------- | ----------- | -------------------------- |
| 토론토 CMA                  | 475,090     | 8.6%                       | 484,360     | 8.3%                       | 444,755     | 7.2%                       |
| 몬트리올 CMA                | 263,565     | 7.0%                       | 279,795     | 7.0%                       | 267,240     | 6.3%                       |
| 밴쿠버 광역권               | 82,435      | 3.6%                       | 87,875      | 3.6%                       | 83,200      | 3.2%                       |
| 해밀턴 CMA                  | 75,900      | 10.7%                      | 79,725      | 10.8%                      | 80,165      | 10.4%                      |
| 나이아가라 지방자치구       | 48,530      | 12.6%                      | 49,345      | 12.4%                      | 50,210      | 11.8%                      |
| 내셔널 캐피탈 리전 (캐나다) | 47,975      | 4.0%                       | 53,825      | 4.1%                       | 55,945      | 3.8%                       |
| 캘거리 광역권               | 36,875      | 3.1%                       | 42,940      | 3.1%                       | 41,620      | 2.8%                       |
| 윈저                        | 30,880      | 9.8%                       | 33,175      | 10.2%                      | 37,665      | 9.1%                       |
| 에드먼턴 광역권             | 29,580      | 2.6%                       | 33,800      | 2.6%                       | 32,235      | 2.3%                       |
| 오샤와 CMA                  | 20,265      | 5.8%                       | 22,870      | 6.1%                       | 22,745      | 5.5%                       |
| 런던                        | 20,210      | 4.3%                       | 22,625      | 4.6%                       | 22,755      | 4.3%                       |
| 위니펙 광역권               | 18,405      | 2.6%                       | 19,435      | 2.6%                       | 19,060      | 2.3%                       |
| 수세인트마리                | 16,005      | 20.4%                      | 16,025      | 20.9%                      | 14,945      | 19.8%                      |
| 선더베이                    | 15,575      | 13.1%                      | 16,610      | 14.0%                      | 16,615      | 13.7%                      |
| 키치너-캠브리지-워털루      | 14,860      | 3.2%                       | 18,650      | 3.6%                       | 19,475      | 3.4%                       |
| 서드베리                    | 13,115      | 8.3%                       | 13,500      | 8.3%                       | 12,935      | 7.7%                       |
| 궬프                        | 12,915      | 9.3%                       | 14,430      | 9.6%                       | 14,075      | 8.6%                       |
| 배리                        | 11,415      | 6.2%                       | 14,460      | 7.4%                       | 16,190      | 7.7%                       |
| 빅토리아                    | 10,535      | 3.1%                       | 11,665      | 3.3%                       | 12,750      | 3.3%                       |

### 언어 및 이민
2021년 현재, 1,546,390명의 이탈리아계 캐나다인 중 204,070명이 이탈리아 태생 이민자이며, 319,505명이 이탈리아어를 모국어로 사용한다고 밝혔다. 2001년 이후 이탈리아어 사용은 전반적으로 감소하고 있다.
| 연도 | 인구    | 캐나다 비공식 언어 모국어 사용자 중 % | 캐나다 전체 언어 모국어 사용자 중 % | 이탈리아계 캐나다인 중 % |
| ---- | ------- | ------------------------------------- | ----------------------------------- | ------------------------ |
| 1991 | 449,660 | 12.7%                                 | 1.7%                                | 39.2%                    |
| 1996 | 484,500 | 10.5%                                 | 1.7%                                | 40.1%                    |
| 2001 | 469,485 | 9.0%                                  | 1.6%                                | 37.0%                    |
| 2006 | 455,040 | 7.4%                                  | 1.5%                                | 31.5%                    |
| 2011 | 407,485 | 6.2%                                  | 1.2%                                | 27.4%                    |
| 2016 | 375,645 | 5.1%                                  | 1.1%                                | 23.7%                    |
| 2021 | 319,505 | 4.1%                                  | 0.9%                                | 20.7%                    |

| 기간      | 인구    | 캐나다 총 이민자 중 % |
| --------- | ------- | --------------------- |
| 1901–1910 | 58,104  | 3.5%                  |
| 1911–1920 | 62,663  | 3.7%                  |
| 1921–1930 | 26,183  | 2.1%                  |
| 1931–1940 | 3,898   | 2.4%                  |
| 1941–1950 | 20,682  | 4.2%                  |
| 1951–1960 | 250,812 | 15.9%                 |
| 1961–1970 | 190,760 | 13.5%                 |
| 1971–1978 | 37,087  | 3.1%                  |

| 연도 | 인구    | 캐나다 이민자 중 % | 캐나다 인구 중 % |
| ---- | ------- | ------------------ | ---------------- |
| 1986 | 366,820 | 9.4%               | 1.5%             |
| 1991 | 351,615 | 8.1%               | 1.3%             |
| 1996 | 332,110 | 6.7%               | 1.2%             |
| 2001 | 315,455 | 5.8%               | 1.1%             |
| 2006 | 296,850 | 4.8%               | 0.9%             |
| 2011 | 260,250 | 3.6%               | 0.8%             |
| 2016 | 236,635 | 3.1%               | 0.7%             |
| 2021 | 204,070 | 2.4%               | 0.6%             |

## 이탈리아계 캐나다 문화, 미디어 및 교육
주목할 만한 이탈리아계 캐나다 영화로는 Almost America, Caffè Italia, Montréal, Corbo, Enigmatico, From the Vine, 맘보 이탈리아노, The Saracen Woman (La Sarrasine) 및 리카르도 트로기의 반자전적 4부작 1981, 1987, 1991 및 1995가 있다.
텔레비전에서 이탈리아계 캐나다인을 묘사한 작품으로는 시리즈 챠오 벨라, Fugget About It 및 Il Duce canadese가 있다.
문학에서는 니노 리치의 소설, 특히 총독상을 수상한 1990년 소설 성인들의 삶이 이탈리아계 캐나다 문화의 가장 잘 알려진 묘사이다.

## 캐나다의 이탈리아 지구

### 앨버타주
- 리틀 이털리 (에드먼턴)

### 몬트리올 도시권
- 라살 (퀘벡주)
- 라발 (퀘벡주)
- 리틀 이털리 (몬트리올)
- 몬트리올 노르
- 노트르담드그라스, 몬트리올 (생 레몽)
- 리비에르데프레리 (몬트리올)
- 생레오나르-생미셸
- 생레오나르 (퀘벡주)
- 생미셸 (몬트리올)
- 비아 이탈리아

### 오타와
- 리틀 이털리 (오타와)
- 성 안토니오 오브 파두아 (오타와)

### 노바스코샤주
- 도미니언 (노바스코샤주), 그리고 케이프브레턴섬의 다른 지역[66]

### 해밀턴 (온타리오주)
- 제임스 스트리트 노스
- 스토니 크릭

### 토론토 대도시권
- 리틀 이털리 (토론토)
- 팔머스턴-리틀 이털리, 토론토
- 코르소 이탈리아 – 세인트 클레어 애비뉴 웨스트
- 코르소 이탈리아-데이븐포트, 토론토
- 메이플 리프 (토론토)
- 다운즈뷰 (토론토)
- 우드브리지, 본
- 노블턴, 킹
- 볼턴, 칼레돈

### 윈저 (온타리오주)
- 비아 이탈리아, 에리 스트리트

### 브리티시컬럼비아주
- 버나비 (브리티시컬럼비아주)
- 리틀 이털리 (밴쿠버)
- 트레일 (브리티시컬럼비아주)

### 매니토바주
- 리틀 이털리 (위니펙)

## 같이 보기
- 캐나다-이탈리아 관계
- 캐나다의 인구
- 토론토 대도시권의 이탈리아계 캐나다인
- 몬트리올 도시권의 이탈리아계 캐나다인
- 이탈리아 명예의 거리
- 캐나다의 언어
- 캐나다의 이탈리아어

## 내용주
1. ↑  Before it separated officially from the 노스웨스트 준주 on April 1, 1999, via the Nunavut Act.[46]
2. 1 2  자세한 내용은 토론토 대도시권의 이탈리아계 캐나다인을 참조하시오. 토론토 대도시권과 달리 토론토 CMA는 핼턴 지방자치구인 벌링턴과 일부 더럼 지방자치구인 스쿠고그와 브록, 그리고 오샤와 CMA 내의 지역(오샤와, 휘트비, 클라링턴)를 포함하지 않는다. 그러나 토론토 대도시권 외의 일부 지방자치구, 즉 더퍼린 카운티의 모노와 오렌지빌, 그리고 심코 카운티의 브래드퍼드 웨스트 그윌림버리와 뉴 테컴세스를 포함한다. 토론토 대도시권은 요크 지방자치구, 더럼 지방자치구, 핼턴 지방자치구, 필 지방자치구 및 토론토 시 전체를 포함한다.
3. ↑  포함되는 지역: 합병 전 해밀턴-웬트워스 지역 자치체 (해밀턴 (36,145명, 총 인구의 11.4%), 스토니 크릭 (10,150명, 총 인구의 20.3%), 글랜브룩 (630명, 총 인구의 6.5%), 앤캐스터 (2,175명, 총 인구의 9.9%), 던다스 (900명, 총 인구의 4.1%), 플램버러 (1,320명, 총 인구의 4.5%)), 벌링턴 (6,325명, 총 인구의 4.9%) 및 그림스비 (1,140명, 총 인구의 6.2%)
4. ↑  포함되는 지역: 합병 전 해밀턴-웬트워스 지역 자치체 (해밀턴 (35,635명, 총 인구의 11.1%), 스토니 크릭 (10,705명, 총 인구의 19.7%), 글랜브룩 (1,040명, 총 인구의 9.9%), 앤캐스터 (2,475명, 총 인구의 10.6%), 던다스 (1,155명, 총 인구의 5.0%), 플램버러 (1,815명, 총 인구의 5.3%)), 벌링턴 (7,715명, 총 인구의 5.6%) 및 그림스비 (1,495명, 총 인구의 7.6%)
5. ↑  포함되는 지역: 합병 후 해밀턴-웬트워스 지역 자치체에서 해밀턴으로 통합된 지역 (56,265명, 총 인구의 11.6%), 벌링턴 (9,520명, 총 인구의 6.4%) 및 그림스비 (1,905명, 총 인구의 9.1%)
6. ↑  포함되는 지역: 해밀턴 (58,800명, 총 인구의 11.8%), 벌링턴 (11,430명, 총 인구의 7.0%) 및 그림스비 (2,215명, 총 인구의 9.4%)
7. 1 2  포함되는 지방자치구: 오샤와, 휘트비, 클라링턴. 자세한 내용은 토론토 대도시권의 이탈리아계 캐나다인을 참조하시오.
8. ↑  포함되는 지역: 해밀턴 (60,535명, 총 인구의 11.9%), 벌링턴 (12,755명, 총 인구의 7.4%) 및 그림스비 (2,610명, 총 인구의 10.4%)
9. ↑  포함되는 지역: 해밀턴 (62,335명, 총 인구의 11.8%), 벌링턴 (14,235명, 총 인구의 7.9%) 및 그림스비 (3,155명, 총 인구의 11.8%)
10. ↑  포함되는 지역: 해밀턴 (61,195명, 총 인구의 10.9%), 벌링턴 (15,545명, 총 인구의 8.5%) 및 그림스비 (3,425명, 총 인구의 12.0%)

## 추가 자료
- Audenino, P.; Tirabassi, M. (2008). 《Migrazioni italiane. Storia e storie dell'Ancien régime a oggi》. Milan: Bruno Mondatori. 43–48쪽.
- Avveduto, S. (December 2004). 《La mobilità delle alte qualifiche in Europa, Canada e USA in Studi emigrazione, anno XLI》. 889–910쪽.
- Colantonio, Frank (1997). From the Ground up: an Italian Immigrant's Story. Toronto, Ont.: Between the Lines. 174 p., ill. with b&w photos.
- Fanella, Antonella (1999), 《With heart and soul: Calgary's Italian community》, University of Calgary Press, ISBN 1-55238-020-3, 2024년 4월 20일에 원본 문서에서 보존된 문서, 2020년 11월 12일에 확인함
- Marisa De, Franceschi (1998), 《Pillars of lace: the anthology of Italian-Canadian women writers》, Guernica, ISBN 1-55071-055-9, 2024년 4월 20일에 원본 문서에서 보존된 문서, 2020년 11월 12일에 확인함
- Harney, Nicholas De Maria (1998), 《Eh, paesan!: being Italian in Toronto》, University of Toronto Press, ISBN 0-8020-4259-7, 2024년 4월 20일에 원본 문서에서 보존된 문서, 2020년 11월 12일에 확인함
- Gabaccia, Donna R. (2009). 《L'Italia fuori d'Italia, in Storia d'Italia Annali 24. Migrazioni》. Turin: Einaudi. 226–230쪽.
- Gebbia, A. (2008). 《Gli italiani in Canada: storia e cultura, in Semestrale di studi e ricerche in geografia》.
- Harney, Nicholas DeMaria. "Ethnicity, Social Organization, and Urban Space: A Comparison of Italians in Toronto and Montreal" (Chapter 6). In: Sloan, Joanne (editor). Urban Enigmas: Montreal, Toronto, and the Problem of Comparing Cities (Volume 2 of Culture of Cities). 맥길-퀸즈 출판부 (MQUP), January 1, 2007. ISBN 0773577076, 9780773577077. Start p. 178.

- Iacovetta, Franca (1993), 《Such Hardworking People: Italian Immigrants in Postwar Toronto》, McGill-Queen's University Press, ISBN 0-7735-1145-8, 2024년 4월 20일에 원본 문서에서 보존된 문서, 2020년 11월 12일에 확인함
- Pivato, Joseph (1998), 《The anthology of Italian-Canadian writing》, Guernica, ISBN 1-55071-069-9, 2024년 4월 20일에 원본 문서에서 보존된 문서, 2020년 11월 12일에 확인함
- Pivato,  Joseph  (1994)  Echo: Essay on Other Literatures. Toronto: Guernica
- Scarfi, S. (2011). 《La costruzione di un'identità italo-canadese attraverso l'arte. Il ruolo dell'istituto italiano di cultura di Toronto., tesi di laurea presso Università Cà Foscari Venezia》. 42–49쪽.
- Troilo, M. (2011). 《Lavoro ed imprenditoria degli italiani in Canada, tra vecchie e nuove generazioni, in Diacronie》.